# Islas Izvesti TSIK
Las islas Izvesti TsIK, también conocidas como islas Izvestia (en ruso: Острова Известий ЦИК), son un archipiélago compuesto por dos islas grandes y otras dos pequeñas localizadas en el mar de Kara, cerca de 150 km de la costa siberiana y a solamente 45 km al norte del grupo de islas del Instituto Ártico. El nombre proviene de «Izvestiya Tsentral'nogo Ispolnitel'nogo Komiteta», el nombre completo del periódico ruso Izvestia.
La distancia entre el norte y el extremo sur del archipiélago es de 49,5 km y su anchura máxima es de 21 km de este a oeste. La isla principal se llama Troinói (остров Тройной), tiene 101,7 km² de superficie y 27 km de longitud y en ella se estableció en 1953 una estación científica (Polyarnaya Stantsiya). El mar que rodea las islas está cubierto por la banquisa en invierno y el clima es severo. Hay numerosos iceberg, incluso en verano.
El estrecho entre Pologyy-Sergeyeva y la isla de Gavrilina se conoce como estrecho Belukha (Proliv Belukha).
El grupo de islas está bajo la administración del Krai de Krasnoyarsk de la Federación de Rusia. Forma parte, desde 1993, de la Gran Reserva Natural del Ártico, la reserva natural más grande de Rusia.

## Historia
Las islas fueron descubiertas en 1932 con el rompehielos Sibiryakov, en la expedición liderada por Otto Schmidt y el capitán Vladimir Voronin.